# Hockey Prato 1954
Maillots
Le Hockey Prato 1954 est un club italien de rink hockey situé à Prato en Toscane. Anciennement dénommé Primavera Prato, le club a remporté le championnat d'Italie de Série A lors de la saison 2002-2003.